# Coro (Venezuela)
Coro ou Santa Ana de Coro é a capital do estado de Falcón e do município Miranda, na Venezuela. Se encontra ao sul da península de Paraguaná, ladeada pelos Médanos de Coro ao norte, y a Serra de Coro ao sul, a poucos quilómetros está o porto La Vela de Coro no mar Caribe.
Coro é zona de turismo, contando com um centro histórico (declarado patrimônio da Humanidade pela UNESCO) e o Parque Nacional dos Médanos de Coro, conhecido pelas dunas e salinas que se encontram no istmo da península de Paraguaná.

## História
A cidade foi fundada o 26 de julho de 1527 por Juan de Ampíes. Foi a primeira cidade da Venezuela e a sua primeira capital.
Ampíes fez um pacto para respetar a autoridade do Cacique Manaure quem era a máxima autoridade dos indígenas da regiao, os Caquetíos, este pacto rompe-se abruptamente em 1529 com a chegada do primeiro Governante e Capitao Geral Ambrosio Alfinger em representacao dos Welser, comerciantes, a quems a coroa espanhola entregou a Província Venezuela para exploracao, fundacao de cidades e explotacao dos recursos naturais. Este grande território compreendía desde o Cabo de La Vela (na península Guajira) até Maracapana (Perto da cidade Barcelona). O mandato dos Welser acabou no ano 1545 a causa do descumprimento do contrato e pela luta de interesses entre éstes e os espanhois.

### Abolição da escravidão
Em 1875 ocorre uma revolta de escravos, e em geral das classes dominadas na Serra de Coro, liderada por José Leonardo Chirino, mulatos livres, que tinha como objetivo a eliminação da escravidão eo estabelecimento do regime republicano conhecido para o tempo como "o francês". O movimento, que seria a precursora no processo de independência, acabou em derrota, e com a captura e morte do líder insurgente.

### Antes da guerra da Independência
Em 1806, desembarcou no porto de La Vela de Coro a expedição Libertadora comandada por Francisco de Miranda, precursor da independência latino-americana ele foi quem traria a bandeira tricolor que, após o ano acabar, adopta a Grã-Colômbia, que é agora a base para a bandeira oficial de três repúblicas americanas, Colômbia, Venezuela e Equador. Foi então no porto de La Vela de Coro, onde a bandeira foi içada pela primeira vez.

### Guerra da independência
A Guerra de Independência e depois as guerras civis do século XIX (incluindo a Guerra Federal, que começou em Coro) deixaram a cidade despovoada e destruíram seu campo, que atirou em um período de declínio que lentamente se iria recuperar dentro do século XX, com a construção de refinarias de petróleo na península de Paraguaná e mudanças na Venezuela de um país rural para um urbano e do petróleo.

## Clima em Coro
Coro é uma cidade peninsular de clima marítimo, com longos períodos secos e chuva muito pobre, perto de 382 milímetros por ano. A maior parte da precipitação ocorre entre outubro e Dezembro. A temperatura média de 27,8 °C, com mínima de 24 °C e máxima 32 °C. É caracterizada por ventos de grande força, podem-se registar velocidades superiores a 35 km / h.

## Demografía

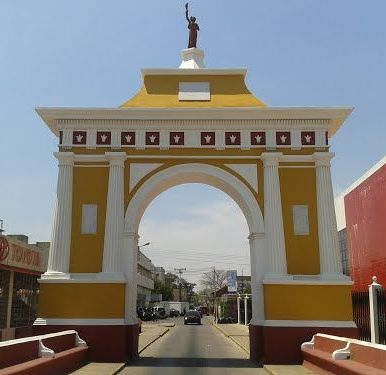
Arco da Federação, monumento emblemático da cidade de Santa Ana de Coro.

A população da cidade é principalmente produto da mistura e coexistência pacífica entre diferentes grupos étnicos que chegaram à cidade. Durante séculos Coro foi a porta de entrada de uma grande região do oeste da Venezuela, em virtude de ser uma cidade caribenha, tão diversa em seus componentes raciais existem pessoas provenientes de outras latitudes, incluindo os afrocaribenhos e e os judeus sefarditas das Ilhas Holandesas; na cidade tém o cemitério judaico mais antigo de uso contínuo nas Américas. Atualmente as maiores colônias estrangeiras são palestinos, libaneses, sírios, Italianos, Portuguêses, colombianos, espanhois e chinêses.

## Economía
Coro prende funções principalmente administrativas, capital do estado, cultural e educacional, pelo que a sua economia depende em grande parte da despesa pública. Comércio, construção, serviços profissionais, e cada vez mais o turismo, são as principais atividades da cidade. Também se beneficia da actividade económica gerada pelas refinarias de petróleo localizadas em Punto Fijo na Península de Paraguaná, que fica a 90 km.

## Educação
Algumas das mais importantes instituições de ensino superior com sede na cidade de Coro, são:
- Universidad Nacional Experimental Francisco de Miranda
- Universidad Politecnica Alonso Gamero
- Universidad Nacional Abierta
- Universidad Nacional Experimental Politécnica de la Fuerza Armada Nacional
- Universidad Nacional Experimental Simón Rodríguez
- Universidad Pedagógica Experimental Libertador
- Universidad Católica Andrés Bello
- Universidad Católica Cecilio Acosta
- Universidad Nacional Experimental Rafael María Baralt
- Universidad de Falcón
- Universidad Bolivariana de Venezuela

## Cidades irmãs
- Minas, Uruguay
- La Plata, Argentina
- Merida, Venezuela